# Альгодоналес
Альгодоналес (ісп. Algodonales) — муніципалітет в Іспанії, у складі автономної спільноти Андалусія, у провінції Кадіс. Населення — 5743 особи (2010).
Муніципалітет розташований на відстані близько 420 км на південь від Мадрида, 90 км на північний схід від Кадіса.
На території муніципалітету розташовані такі населені пункти: (дані про населення за 2010 рік)
- Альгодоналес: 5203 особи
- Ареналь: 133 особи
- Кампо-Уерта: 27 осіб
- Лос-Хункалес: 10 осіб
- Мадрігерас: 120 осіб
- Ла-Муела: 215 осіб
- Ла-Нава-і-Лапа: 35 осіб

## Демографія
Динаміка населення (INE ):

## Галерея зображень

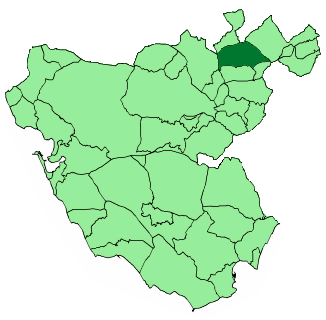
Розташування муніципалітету у провінції Кадіс
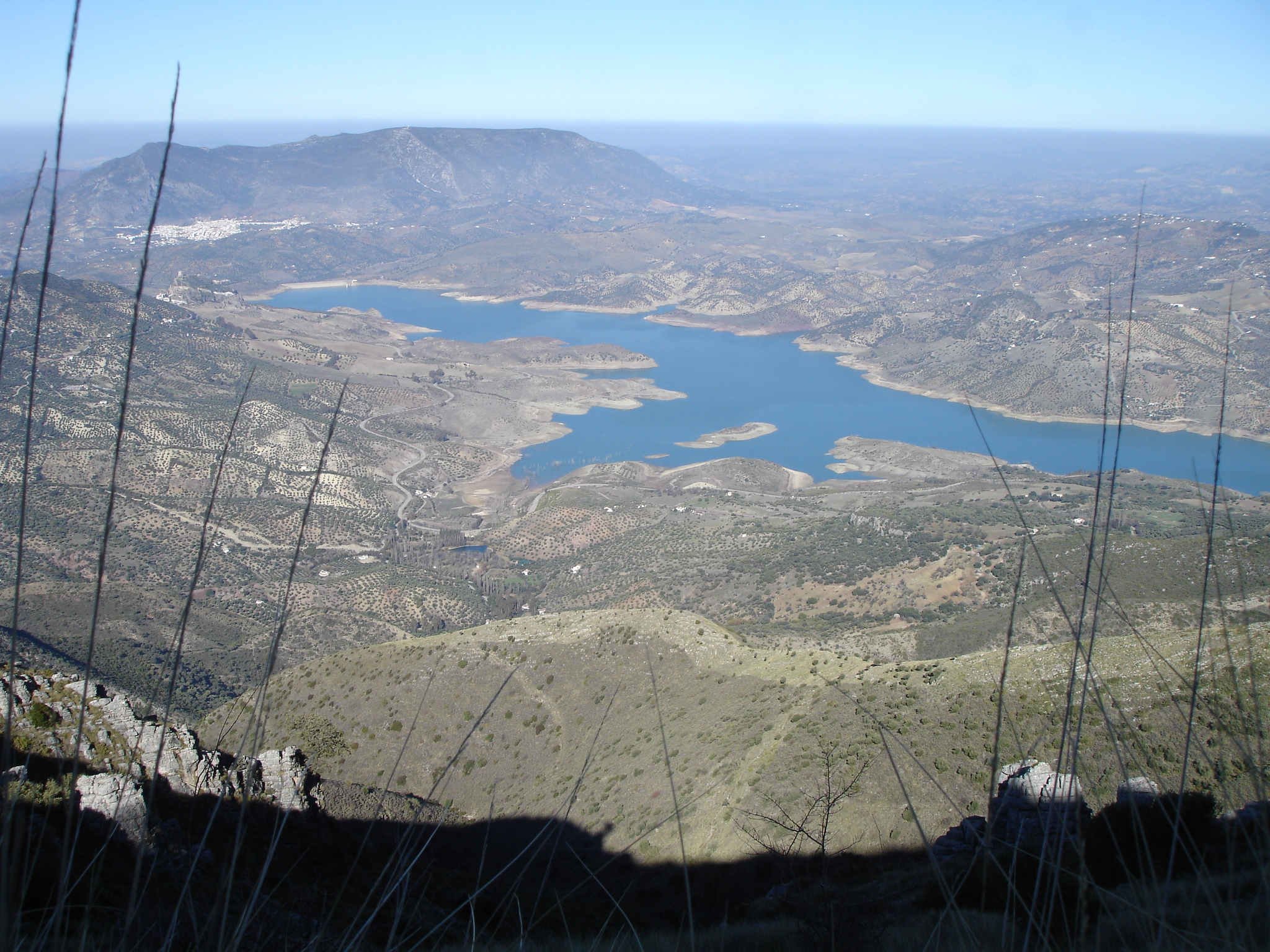
Альгодоналес
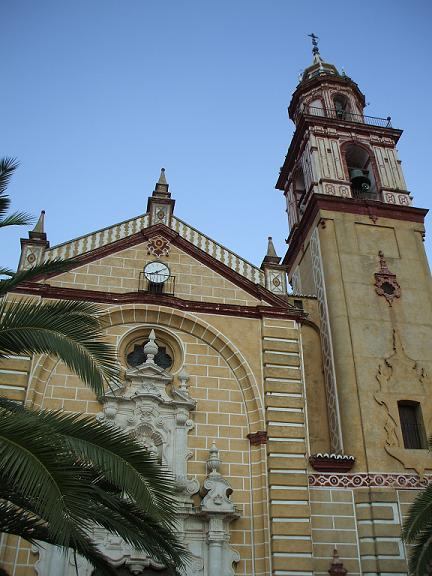
Церква Санта-Ана
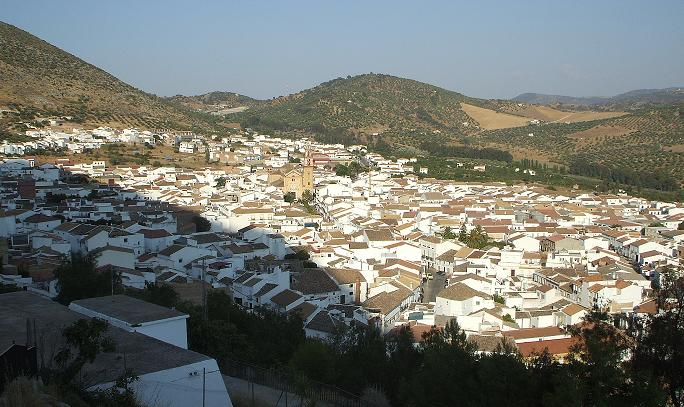
Альгодоналес
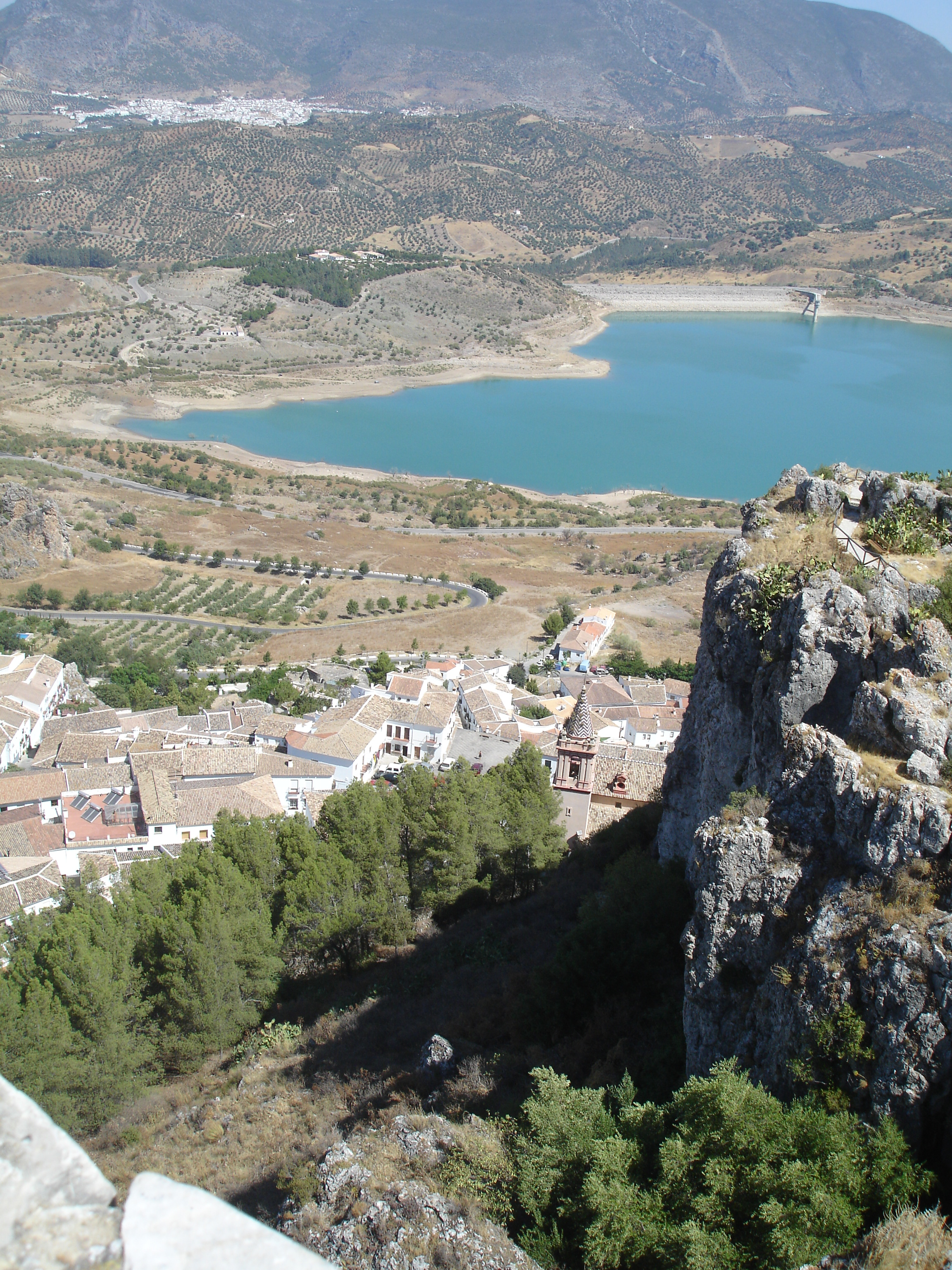
Альгодоналес